# Plaque d'immatriculation personnalisée
Pour un article plus général, voir Plaque d'immatriculation.

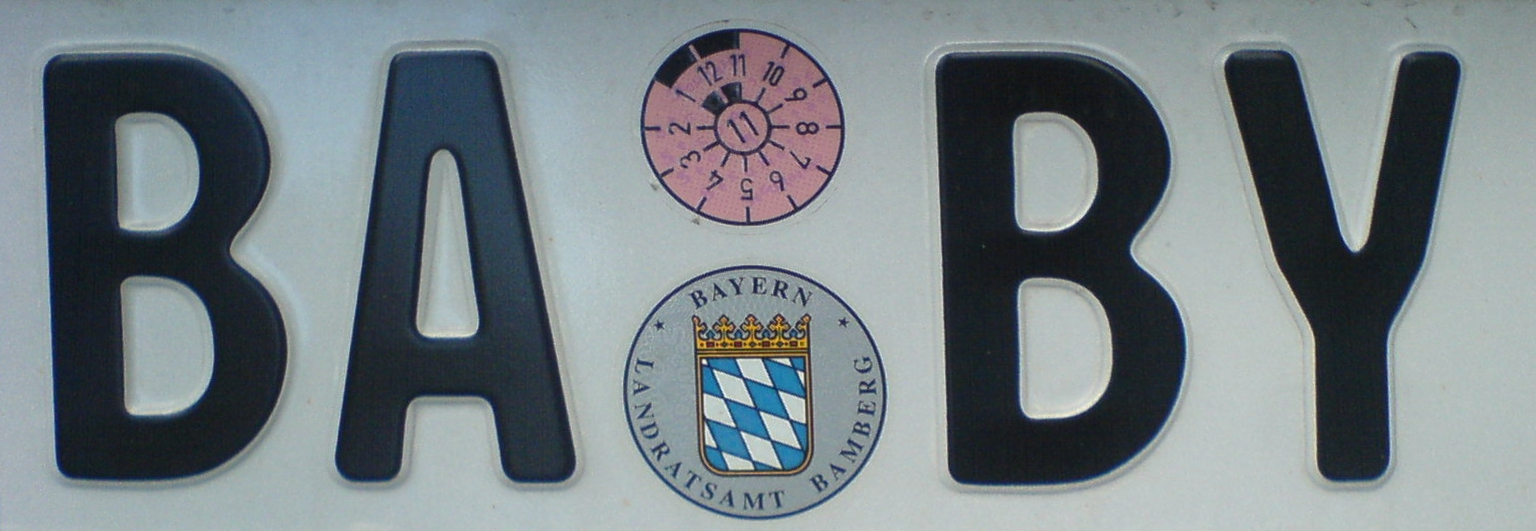
Une plaque personnalisée allemande

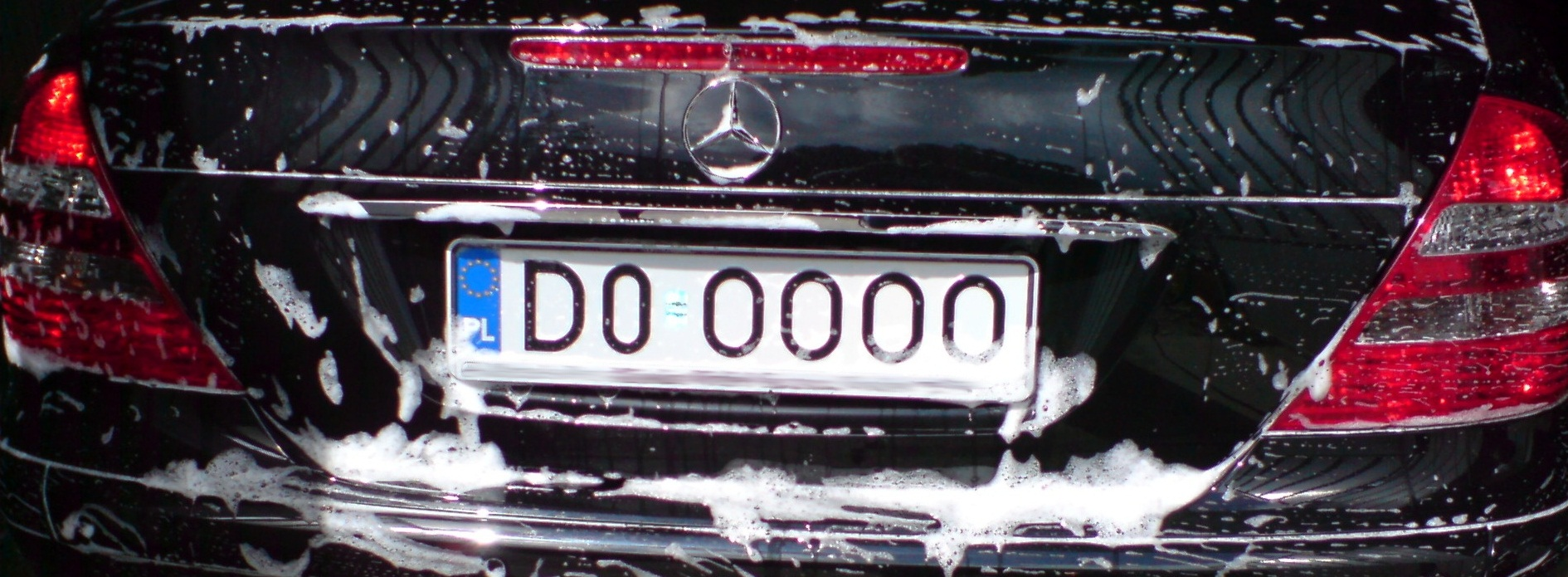
Une autre en Pologne

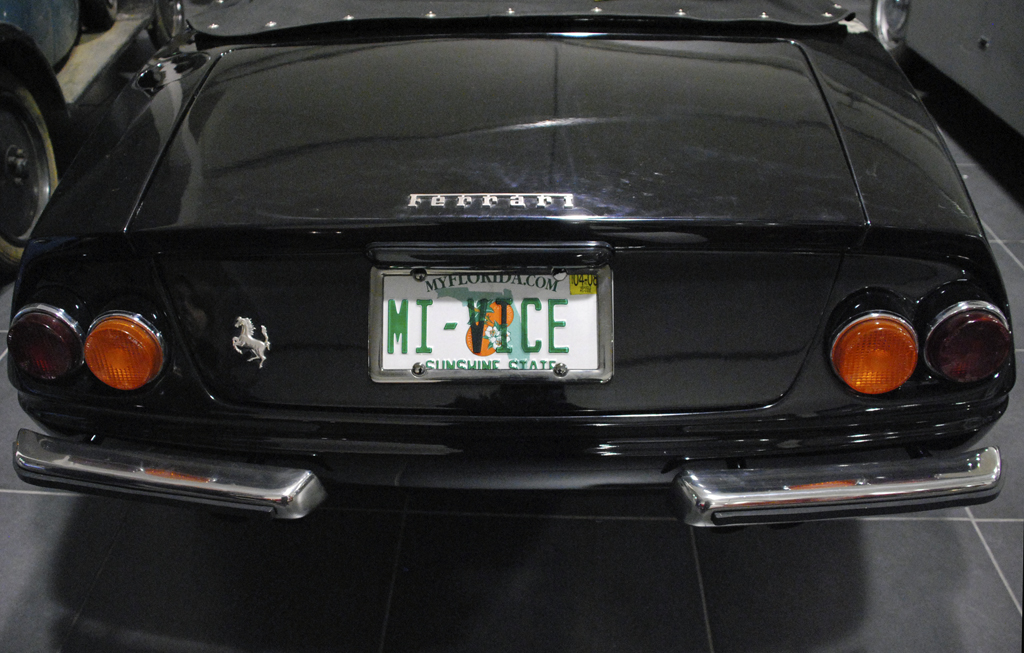
Une plaque personnalisée en Floride, États-Unis.

Les plaques d'immatriculation personnalisées sont un type particulier de plaques d'immatriculation de véhicules. Moyennant un surcoût lors de l'enregistrement, les automobilistes ont parfois la possibilité de la personnaliser et d'en choisir les caractères. Ce système se retrouve surtout en Amérique du Nord (États-Unis, Canada) mais également en Europe, au Danemark, Royaume-Uni ou encore en Croatie.
Certaines plaques donnent lieu à des surenchères extravagantes. Par exemple, après avoir acheté 375 000 livres (plus de 430 000 euros) la plaque d'immatriculation pour sa Bugatti Veyron portant un simple « F1 », l'homme d'affaires britannique Afzal Kahn, s'est vu proposer 5 millions de livres trois ans plus tard pour sa plaque, offre qu'il a refusée.

## Amérique du Nord
En Amérique du Nord, seulement Terre-Neuve-et-Labrador ne permet pas l'utilisation de plaques d'immatriculation personnalisées.

## Europe

### Pays de l'Union européenne
Seize des 27 États membres de l'Union européenne autorisent la personnalisation des plaques d'immatriculation. 
| Drapeau de l'Allemagne | Drapeau de l'Autriche | Drapeau de la Belgique | Drapeau de la Bulgarie | Drapeau de Chypre | Drapeau de la Croatie | Drapeau du Danemark | Drapeau de l'Espagne | Drapeau de l'Estonie | Drapeau de la Finlande | Drapeau de la France | Drapeau de la Grèce | Drapeau de la Hongrie | Drapeau de l'Irlande | Drapeau de l'Italie | Drapeau de la Lettonie | Drapeau de la Lituanie | Drapeau du Luxembourg | Drapeau de Malte | Drapeau des Pays-Bas | Drapeau de la Pologne | Drapeau du Portugal | Drapeau de la Tchéquie | Drapeau de la Roumanie | Drapeau de la Slovaquie | Drapeau de la Slovénie | Drapeau de la Suède |
| ---------------------- | --------------------- | ---------------------- | ---------------------- | ----------------- | --------------------- | ------------------- | -------------------- | -------------------- | ---------------------- | -------------------- | ------------------- | --------------------- | -------------------- | ------------------- | ---------------------- | ---------------------- | --------------------- | ---------------- | -------------------- | --------------------- | ------------------- | ---------------------- | ---------------------- | ----------------------- | ---------------------- | ------------------- |
| oui                    | oui                   | oui                    | oui                    | ❌                | ✔️                    | oui                 | ❌                   | oui                  | oui                    | ❌                   | ❌                  | oui                   | ❌                   | ❌                  | oui                    | oui                    | oui                   | oui              | ❌                   | oui                   | ❌                  | oui                    | ❌                     | oui                     | oui                    | oui                 |

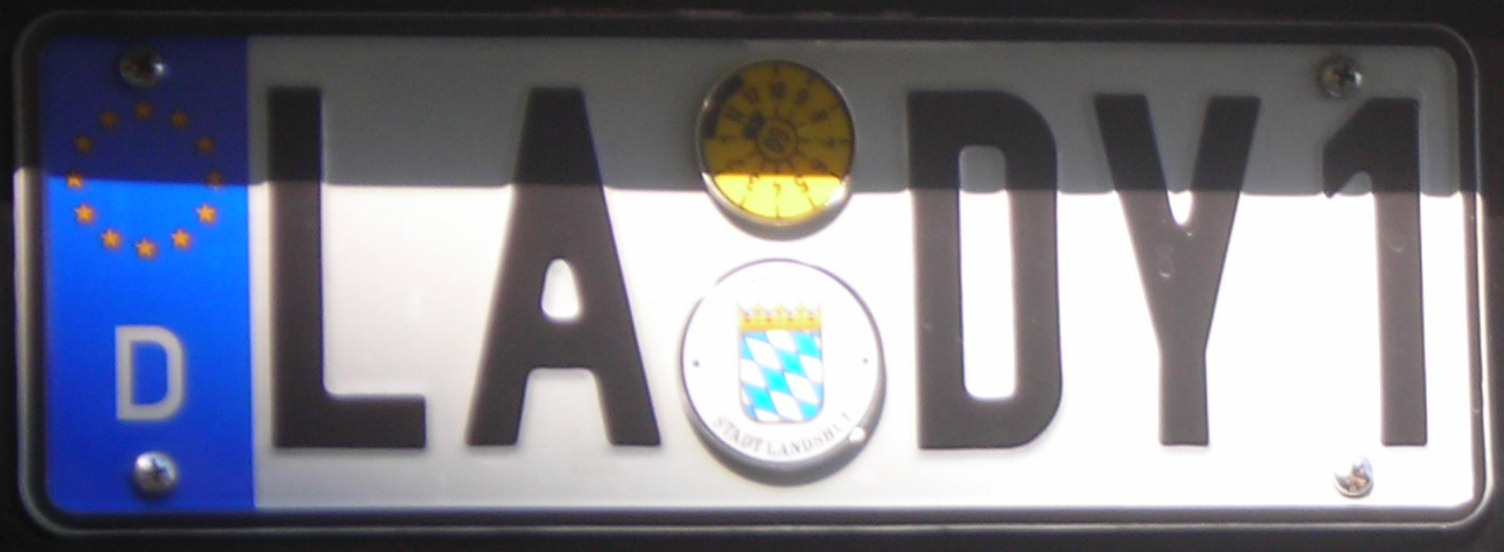
Immatriculation allemande personnalisée
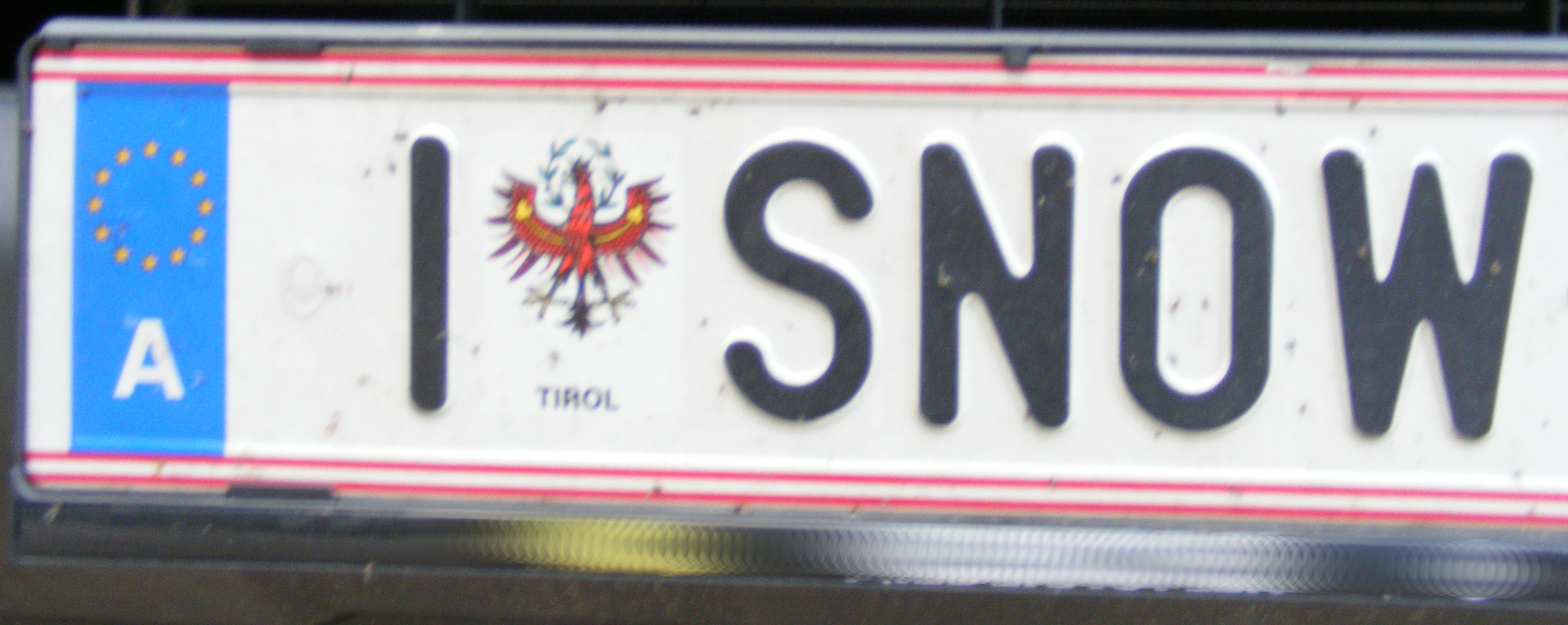
Immatriculation autrichienne personnalisée
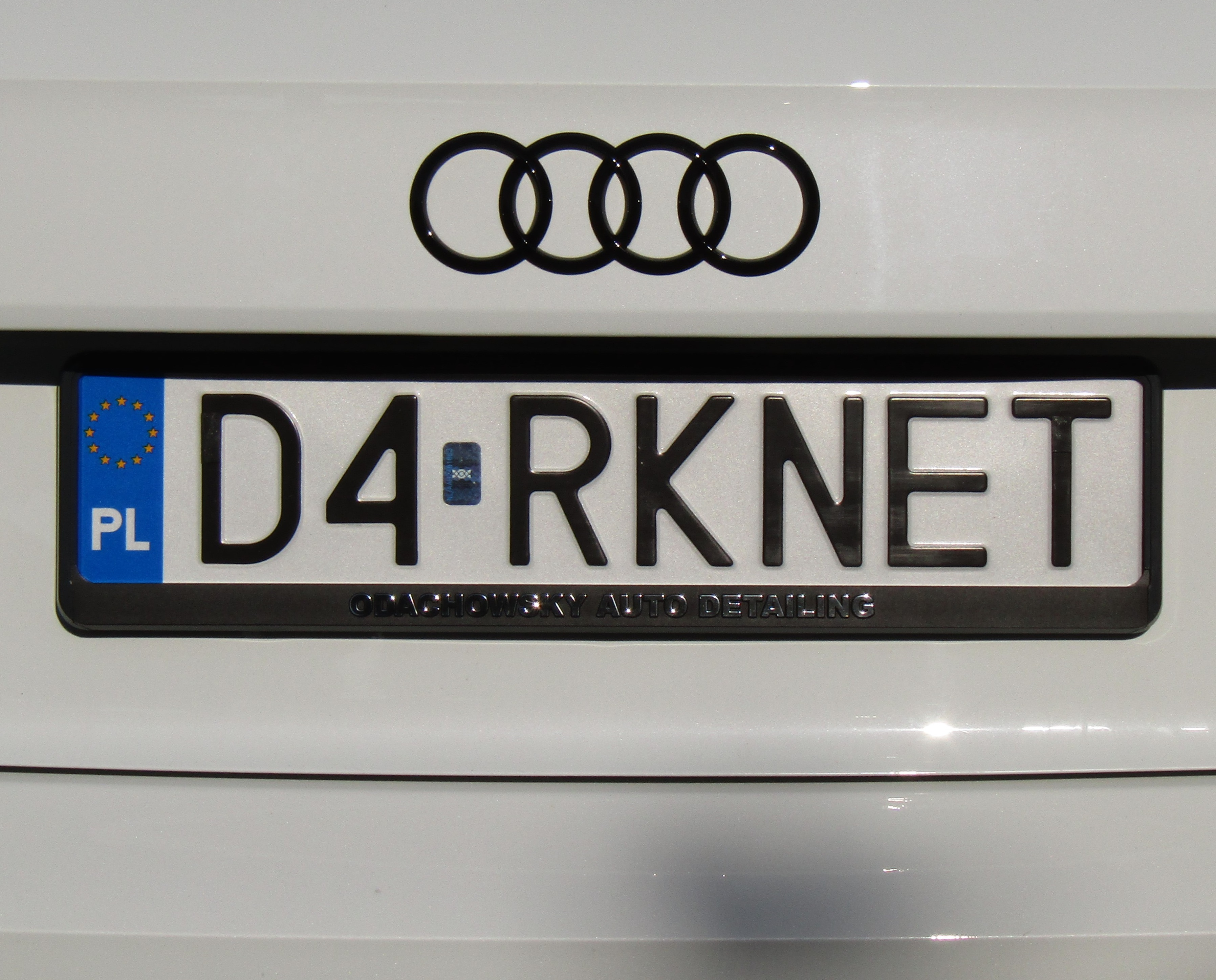
Immatriculation polonaise personnalisée
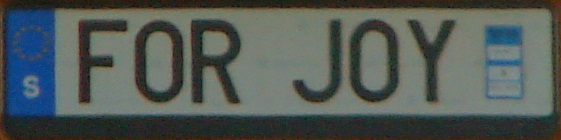
Immatriculation suédoise personnalisée

#### Allemagne
Depuis au moins 1994, il est possible, moyennant une somme forfaitaire de 20 €, de se faire délivrer une plaque d'immatriculation personnalisée, sous réserve du respect de deux conditions :
- que l'identifiant territorial soit bien celui qui correspond au domicile du propriétaire du véhicule ;
- que l'immatriculation souhaitée ne soit pas « indésirable ».

Les immatriculations personnalisées sont réutilisables en cas de changement de véhicule.

#### Autriche
Depuis 1990, il est possible de personnaliser son numéro d'immatriculation en Autriche, moyennant un forfait de 228,30 euros (en 2015), dont 200 euros sont reversés à un fonds destiné à la sécurité routière. Un numéro personnalisé est valable 15 ans et peut être renouvelé.
Outre l'indicatif territorial, la plaque d'immatriculation doit contenir entre trois et sept caractères dont au moins une lettre et un chiffre.
L'Administration se réserve le droit de refuser des combinaisons « indésirables ».
Les immatriculations personnalisées sont réutilisables en cas de changement de véhicule.

#### Belgique
Depuis 2014, une plaque d'immatriculation personnalisée peut être demandée, moyennant un surcoût de 1000 euros.
Les règles en Belgique sont les suivantes :
- la combinaison personnalisée doit toujours contenir au moins une lettre ;
- les lettres ou groupes de lettres sont séparés des chiffres ou groupes de chiffres par un tiret. Le tiret peut également séparer des lettres ou groupes de lettres ou des chiffres ou groupes de chiffres. Le tiret est considéré comme un caractère pour la composition de la combinaison ;
- toute plaque personnalisée comporte 9 emplacements dont un emplacement imposé (le sceau en relief à gauche de la plaque) et au maximum 8 emplacements libres (combinaison de maximum 8 caractères) en respectant la disposition énoncée précédemment.

#### Danemark
Au Danemark, des plaques d'immatriculation personnalisées de deux à sept caractères (chiffres ou lettres, y compris les lettres danoises Æ, Ø et Å et jusqu'à trois espaces) sont possibles depuis 1976.

#### France
Il n'existe pas de plaques d'immatriculation personnalisées en France.

#### Hongrie
Il est possible en Hongrie de personnaliser son immatriculation au format « trois lettres - trois chiffres » pour environ 350 euros, ou aux formats « quatre lettres - 2 chiffres » ou « cinq lettres - un chiffre » pour environ 1300 euros.
L'Administration se réserve le droit de refuser des combinaisons « offensantes ».
Les immatriculations personnalisées sont réutilisables en cas de changement de véhicule.

#### Lettonie
Moyennant 3500 euros, tout numéro d'immatriculation comptant entre deux et huit caractères est possible. La combinaison ne doit cependant pas contenir uniquement des chiffres.

#### Luxembourg
Moyennant 50 euros dans le cas d'une première immatriculation et 24 euros dans le cas d'un changement de véhicule, il est possible de personnaliser son numéro d'immatriculation, comprenant deux lettres suivies de quatre chiffres. Les immatriculations personnalisées comptant quatre ou cinq chiffres ne sont disponibles qu'en s'inscrivant sur une liste d'attente.

#### Malte
Depuis 2005, il est possible de personnaliser son immatriculation à Malte, soit au format « trois lettres - trois chiffres » pour environ 200 euros, soit avec une combinaison libre d'un à neuf caractères alphanumériques pour environ 1500 euros.

#### Pologne
Chaque numéro personnalisé commence par la lettre désignant la voïvodie et un seul chiffre, suivis d'un espace. Les caractères suivants peuvent être choisis par le propriétaire. Les contraintes suivantes sont imposées :
- entre 3 et 5 caractères peuvent être utilisés ;
- le premier caractère doit être une lettre ;
- pas plus des deux derniers caractères peuvent être des chiffres ;
- toutes les lettres arrivent avant les chiffres (c'est-à-dire qu'ils ne peuvent pas être mélangés) ;
- la lettre Q ne peut pas être utilisée ;
- la plaque ne doit pas contenir ni ressembler à des contenus offensants.

#### Tchéquie
Depuis 2017, il est possible de personnaliser son numéro d'immatriculation contre le paiement d'une taxe spéciale de 5000 couronnes (environ 200 euros). Les numéros personnalisés sont au format de trois caractères suivis d'un trait d'union et de quatre autres caractères et ils doivent y contenir au moins un nombre. Les lettres G, CH, O, Q et W ne peuvent pas être utilisées. La plaque d'immatriculation ne peut contenir de mots abusifs ou offensants.

#### Slovaquie
Le format doit inclure le code de district de deux lettres et cinq autres caractères. Les plaques ne sont pas autorisées à afficher un message politique, religieux ou offensant.

#### Slovénie
Depuis 2004, il est possible de choisir une combinaison comprenant jusqu'à six caractères alphanumériques, en plus de l'indicatif territorial à deux lettres.

#### Suède
Depuis 1988, il est possible d'acheter une plaque d'immatriculation personnalisée pour environ 600 euros. En principe, n'importe quel numéro de deux à sept caractères alphanumériques peut être choisi, mais les combinaisons qui contiennent des expressions offensantes et éventuellement des marques peuvent être refusées. Un numéro d'immatriculation personnalisé est valable dix ans.

### Pays européens hors de l'Union européenne
| Drapeau de l'Albanie | Drapeau d'Andorre | Drapeau de l'Arménie | Drapeau de l'Azerbaïdjan | Drapeau de la Biélorussie | Drapeau de la Bosnie-Herzégovine | Drapeau de la Géorgie | Drapeau de l'Islande | Drapeau du Kazakhstan | Drapeau du Liechtenstein | Drapeau de la Macédoine du Nord | Drapeau de la Moldavie | Drapeau de Monaco | Drapeau du Monténégro | Drapeau de la Norvège | Drapeau du Royaume-Uni | Drapeau de la Russie | Drapeau de Saint-Marin | Drapeau de la Serbie | Drapeau de la Suisse | Drapeau de la Turquie | Drapeau de l'Ukraine | Drapeau du Vatican |
| -------------------- | ----------------- | -------------------- | ------------------------ | ------------------------- | -------------------------------- | --------------------- | -------------------- | --------------------- | ------------------------ | ------------------------------- | ---------------------- | ----------------- | --------------------- | --------------------- | ---------------------- | -------------------- | ---------------------- | -------------------- | -------------------- | --------------------- | -------------------- | ------------------ |
| oui                  | oui               | ❌                   | ❌                       | ❌                        | ❌                               | oui                   | oui                  | ❌                    | oui                      | oui                             | oui                    | ❌                | ❌                    | oui                   | oui                    | ❌                   | oui                    | oui                  | oui                  | oui                   | oui                  | ❌                 |

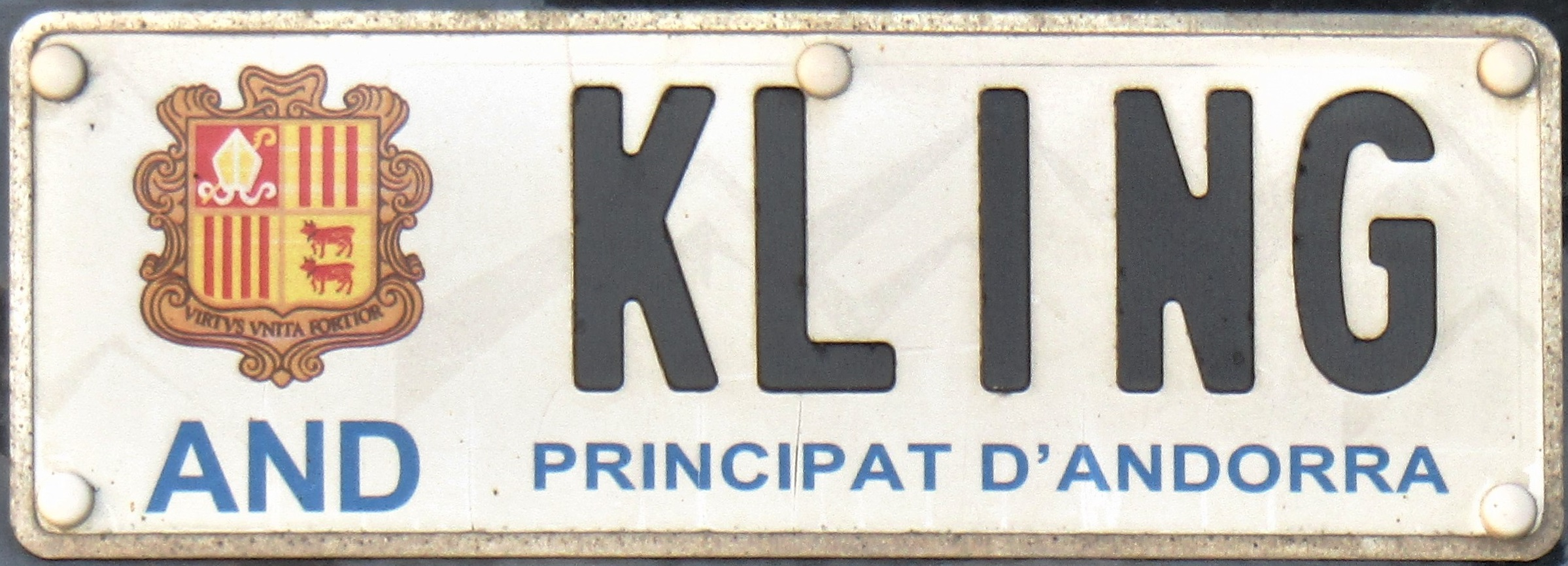
Immatriculation andorrane personnalisée
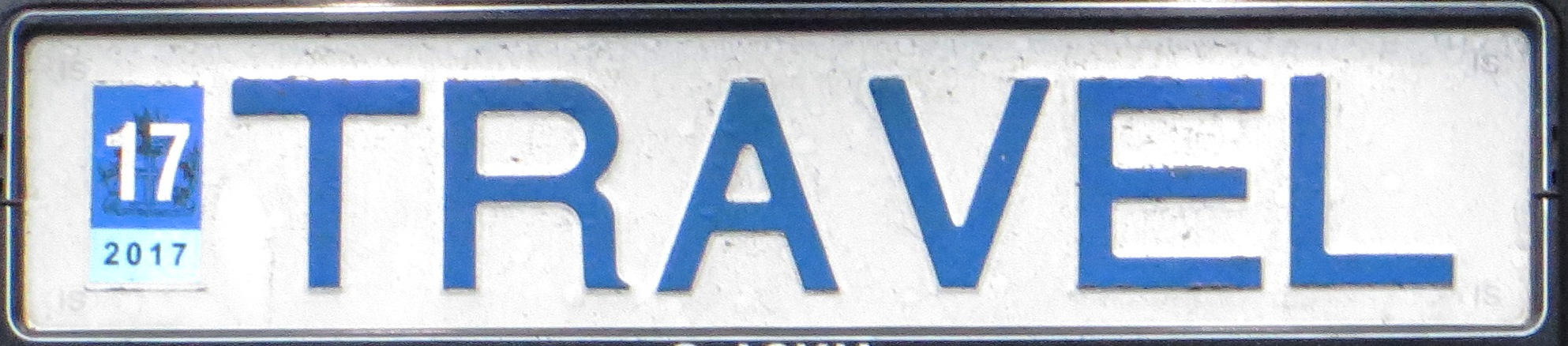
Immatriculation islandaise personnalisée
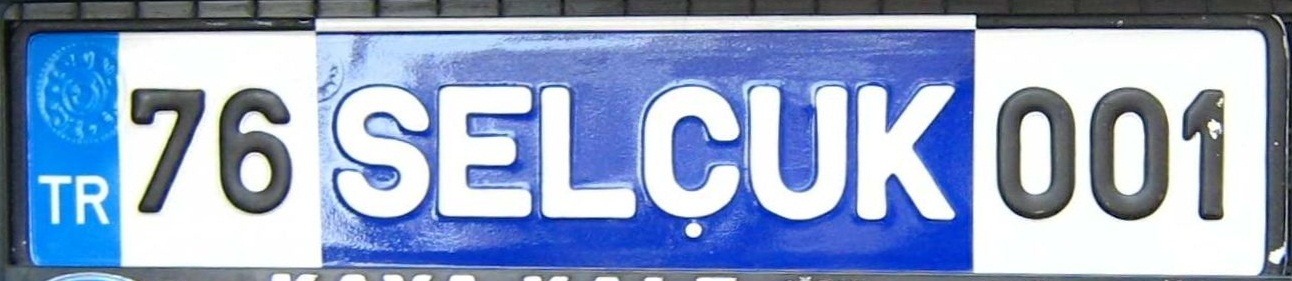
Immatriculation turque personnalisée
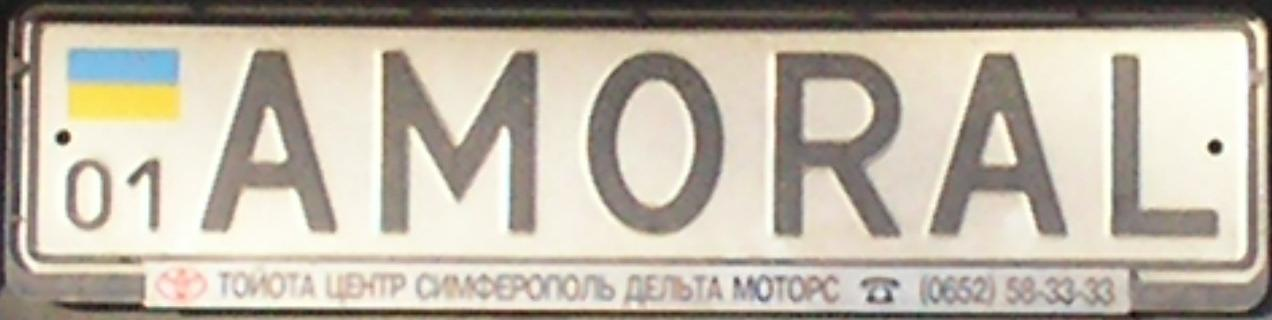
Immatriculation ukrainienne personnalisée

#### Andorre
Depuis 2014, il est possible de personnaliser son numéro d'immatriculation avec une combinaison de deux à cinq caractères alphanumériques. Un numéro personnalisé doit comporter au moins deux lettres, et les lettres doivent être situées avant les chiffres.

#### Royaume-Uni

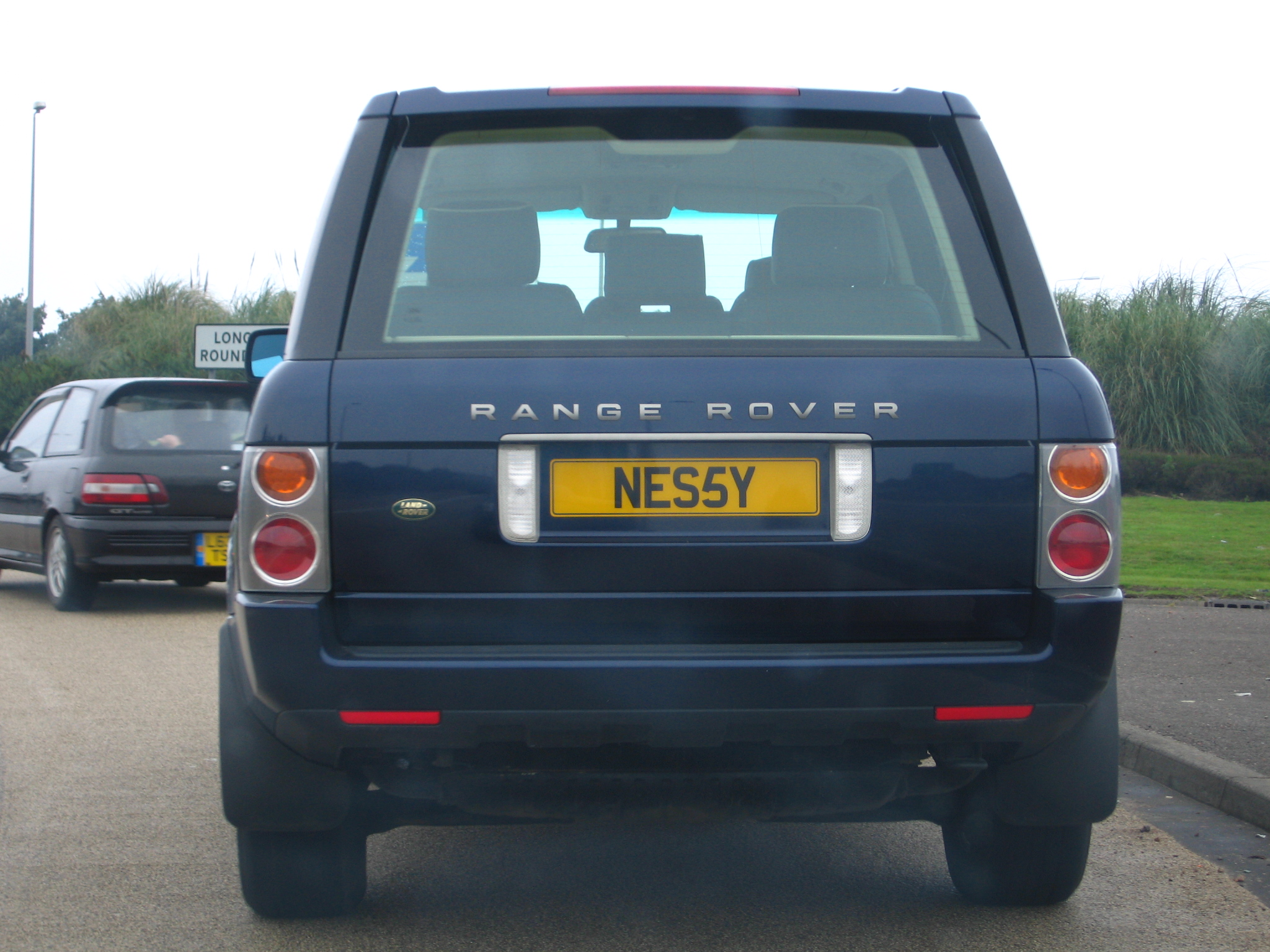
Vanity plate.

Les plaques personnalisées, appelées « cherished plates » ou « vanity plates », sont autorisées au Royaume-Uni. Alors que les plaques d'immatriculation sont habituellement attachées à vie à un véhicule, les propriétaires ont droit de les changer contre une taxe. Les plaques personnalisées peuvent porter des combinaisons anciennes, présentes sur des véhicules retirés de la circulation, ou bien des combinaisons choisies par le propriétaire, contenant par exemple ses initiales. Des combinaisons sont parfois mises aux enchères et certaines atteignent des prix très élevés

#### Suisse
Il est possible d’acquérir une plaque personnalisée en Suisse; les combinaisons les plus demandées sont vendues aux enchères.